# Neurot Recordings
Neurot Recordings – amerykańska wytwórnia płytowa założona w przez członków Neurosis i Tribes of Neurot, specjalizująca się w wydawaniu eksperymentalnej muzyki z pogranicza rocka i metalu.
Początkowo zajmowała się głównie wydawaniem projektów pobocznych członków wymienionych wyżej zespołów. Obecnie w katalogu Neurot Recordings znajdują się m.in. płyty:
- Battle of Mice
- Current 93
- Final
- Grails
- Ides of Gemini
- Isis
- Neurosis
- Oxbow
- Red Sparowes
- Scott Kelly
- Steve Von Till
- Tribes of Neurot
- Vitriol
- Zeni Geva